# Agustín Iriarte Walton
Juan Agustín Iriarte Walton (n. 17 de diciembre de 1958 en Santiago de Chile, Chile) es un biólogo y mastozoólogo, gerente general y socio de la Consultora Ambiental Flora y Fauna Limitada y autor de múltiples libros y artículos científicos.

## Estudios
Ingresó en 1965 al Colegio San Juan Evangelista, en Santiago de Chile, del cual egresó en 1976. Al año siguiente ingresó a la Universidad de Chile, en la cual estudió Licenciatura en Ciencias Biológicas, egresando en 1982. En la misma casa de estudios, logró obtener el Magister en Ciencias, mención Ecología, en el año 1986. Siguiendo este título, obtuvo el Master of Arts, mención Conservación Animal, en el Center for Latin American Studies, Universidad de la Florida, Estados Unidos (1988). Finalmente, en 1990, terminó sus estudios de Doctorado en Ecología Animal, en el Universidad Estatal de Iowa, Iowa, Estados Unidos.

## Libros y artículos científicos
Agustín Iriarte ha escrito más de 30 artículos científicos y más de 20 en revistas no referidas. También realizó 5 publicaciones misceláneas y documentos. Además, ha trabajado en más de 10 capítulos de libros. Aparte de estos estudios, ha publicado 10 libros como único autor o coautor, donde destacan Mamíferos de Chile (2008) y Los Carnívoros de Chile (2012). Otros libros que escribió son:
- Iriarte, A. 1994. Estado de Conservación de la Fauna Silvestre del Cono Sur Sudamericano. A. Iriarte W. (Ed.). Oficina Regional de la FAO para América Latina y el Caribe, Santiago, Chile. 122 pp.[4]

- González, B., F. Bas, C. H. Tala & A. Iriarte (Eds.). 2000. Manejo Sustentable de la Vicuña y el Guanaco. Edición del Servicio Agrícola y Ganadero (SAG)- Universidad Católica de Chile - Fundación para la Innovación Agraria (FIA). 282 pp.[5]

- Solis, R., G. Lobos & A. Iriarte (Eds.) 2004. Antecedentes sobre la Biología de Xenopus laevis y su Introducción en Chile. Servicio Agrícola y Ganadero-Universidad de Chile. 88 pp.[6]

- Iriarte, A., C. Tala, B. González, B. Zapata, G. González & M. Maino (Eds.). 2005. Cría en Cautividad de Fauna Chilena. Actas del 1.er Simposium Internacional de Cría en Cautividad de Fauna Chilena, organizado por el Servicio Agrícola y Ganadero, el Parque Metropolitano de Santiago y la Facultad de Ciencias Veterinarias y Pecuarias de la Universidad de Chile, diciembre de 2001. 497 pp.[7]

- Villalba, L., M. Lucherini, S. Walker, A. Iriarte, J. Sanderson, et al. 2004. Plan de Acción del Gato Montés Andino. Alianza Gato Andino (AGA)- Wildlife Conservation Network (WCN).[8]

- Ziller, S., S. Zalba, A. Iriarte, M. P. Baptiste, M. De Poorter, M. Cattaneo, C. H. Causton & L. Jackson. 2005. South American Invaded: the growing danger of invasive alien species. The Global Invasive Species Programme (GISP).[9]

- Iriarte, A. 2009. Guía de Campo de los Mamíferos de Chile. Ediciones Flora & Fauna Chile Limitada, Santiago, Chile, 242 pp. (bilingüe, inglés-español).[10]

- Iriarte, A., N. Lagos y R. Villalobos. 2011. Los Mamíferos de la Región de Antofagasta. Ediciones Flora & Fauna Chile Limitada, financiada por la Empresa Minera Escondida, Santiago, Chile, 322 pp.[11]